# Teknologiske triumfer (tv-serie)
Teknologiske triumfer (originaltitel: Britain's Greatest Machines with Chris Barrie) er en britisk dokumentarserie fra 2009 som omhandler det 19. og 20. århundredes teknologiske udvikling, set fra et britisk synspunkt. Den engelske komiker Chris Barrie er fortæller, og udsætter sig selv for datidens transportmidler. 
Lige nu er serien aktuel på DR K.

## Afsnit
1. "Teknologiske triumfer - 1910'erne" ("1910s: Triumph and Tragedy")
- Leyland Torpedo (charabanc), Morgan trehjulet minibil, Middlesbrough Transporter Bridge, Aveling & Porter (damptromle), Titanic, radiotelegrafi, Vickers maskingevær, Mark V tank og Vickers Vimy (bombefly).

2. "Teknologiske triumfer - 1920'erne" ("1920s: The Engine-Roaring Twenties")
- Brooklands Racerbane, Bentley racerbiler, ATCO Standard (plæneklipper), Scammell Pioneer (lastbil), Gilbert & Barker T8 (benzinstander), Brough Superior (motorcykel), de Havilland Gipsy Moth (privatfly) og R101 (luftskib).

3. "Teknologiske triumfer - 1930'erne" ("1930s: The Road to War")
- De Havilland Dragon Rapide (passagerfly), Sentinel (dampdreven lastbil), Morris Eight (bil), Percy Shaws katteøje, verdens hurtigste damplokomotiv Gresley A4, Cruiser Mk III (kampvogn), Crusader (kampvogn), Supermarine S.6B (racerfly) og Supermarine Spitfire (jagerfly).

4. "Teknologiske triumfer - 1940'erne" ("1940s: War - Mother of Invention")
- British Power Boat HSL (redningsbåd), Jowett (brandpumpe), Austin K2 (brandbil), David Brown VAK 1 (traktor), radar, Daimler Scout Car (panservogn), Gloster Meteor (jetjager), Martin-Baker (katapultsæde) og Aston Martin DB2 (sportsvogn).

5. "Teknologiske triumfer - 1950'erne" ("1950s: A New World Order")
- Routemaster (dobbeltdækkerbus), British Rail Class 55 (diesellokomotiv), Jodrell Bank (radioteleskop), Avro Vulcan (jetbombefly), de Havilland Comet (jetpassagerfly) og Land Rover (firehjulstrækker).

6. "Teknologiske triumfer - 1960'erne" ("1960s: Revolution by Design")
- Morris Mascot (lille bil), Post Office Tower (radiotårn), Leyland Super Comet (lastbil), Ford Transit (varevogn), luftpudebåde og Jaguar E-Type (sportsvogn).

7. "Teknologiske triumfer - 1980'erne" ("1980s: The Future Has Landed")
- DeLorean DMC-12 (sportsvogn), ZX Spectrum (mikrocomputer), Sinclair C5 (elbil), Westland Lynx (helikopter), Scimitar (pansret kampkøretøj), Lotus Esprit (sportsvogn) og Ford Sierra (familiebil).

8. "Teknologiske triumfer - damppionererne" ("Trains: The Steam Pioneers")
- Trevithicks damplokomotiv (1802), London Steam Carriage (dampdiligence, 1802), Robert Stephensons Locomotion No 1 (1825), Timothy Hackworths Sans Pareil, John Ericsson og John Braithwaites Novelty, og George Stephensons Rocket (damplokomotiver fra 1829), Liverpool-Manchester Jernbanen (1830) og Planet (damplokomotiv, 1930).